# Witstaartsmaragdkolibrie
De witstaartsmaragdkolibrie (Microchera chionura synoniem: Elvira chionura) is een vogel uit de familie Trochilidae (kolibries) en de geslachtengroep Trochilini.

## Verspreiding en leefgebied
Deze soort komt voor in Costa Rica en Panama.

## Status
De grootte van de populatie is in 2019 geschat op 20-50 duizend volwassen vogels. Op de Rode lijst van de IUCN heeft deze soort de status niet bedreigd.  